# Mihails Miholaps
Mihails Miholaps (Kaliningrad, 24 agosto 1974) è un ex calciatore lettone, di ruolo attaccante.

## Carriera

### Club
Esordisce da professionista con il Baltika, squadra della città in cui è nato. Gioca successivamente nell'Amstrig Rīga, divenuto nel 1996 Daugava Rīga. In quell'annata realizza 33 delle 41 reti della sua squadra e si guadagna il titolo di capocannoniere del campionato.
La prestazione con il Daugava spinge lo Skonto Rīga ad acquistarlo per la stagione 1997. Con la prima squadra della capitale vincerà otto campionato nazionali e cinque Coppe di Lettonia; realizzerà anche un totale di 202 reti in 10 stagioni tra tornei nazionali ed internazionali, numeri che lo rendono il miglior goleador nella storia dello Skonto.
La prima annata con lo Skonto è positiva: segna infatti 14 reti in 17 gare, secondo miglior realizzatore della squadra dopo il georgiano David Čaladze. Nella stagione 1998, con il passaggio di Čaladze all'Alania, Miholaps diventa titolare nella coppia d'attacco al fianco di Marian Pahars: i due realizzano 20 e 19 reti rispettivamente, e curiosamente segnano 5 reti ciascuno nella gara del 4 ottobre contro il Valmieras, chiusasi 15-2 per lo Skonto. In campo europeo, da citare il gol segnato da Miholaps nella gara di ritorno del secondo turno preliminare della Champions League 1998-1999 contro l'Inter (che però vince 1-3 e passa il turno).
Nel 1999 realizza 14 reti in 20 gare, prima di infortunarsi e rimanere fuori dal campo per nove mesi. Ritorna a giocare l'anno dopo, quando in 17 partite mette a referto 12 reti. Nel 2001 migliora il suo score personale, con 23 realizzazioni in 27 gare, e si afferma capocannoniere del campionato per la seconda volta in carriera.
Altre 23 reti (in altrettante gare) nella stagione 2002 gli consentono di conquistare per la terza volta il titolo di capocannoniere del campionato. All'inizio del 2003 viene ceduto all'Alania Vladikavkaz, squadra russa; ad agosto, dopo soli 8 mesi e 4 reti, rientra però in patria, sempre allo Skonto, per chiudere l'annata con 10 reti in 11 incontri.
Nella stagione stagione 2004 totalizza 16 reti in 27 gare, mentre nel 2005 si ferma ad 8 reti in 24 gare. Sempre nel 2005 lo Skonto deve interrompere la striscia record di 13 titoli nazionali consecutivi: il campionato viene vinto dal Metalurgs Liepāja, al primo trionfo. Il campionato 2006 vede la vittoria finale del Ventspils; Miholaps realizza 15 reti in 25 partite, vincendo per la quarta volta il titolo di capocannoniere. È comunque questo il suo ultimo anno allo Skonto, prima del trasferimento allo Šachtër, squadra kazaka della città di Karaganda.
Nel gennaio 2008, dopo un anno in Kazakistan, Miholaps rientra nuovamente in Lettonia, questa volta per giocare nelle file del FK Rīga, mentre nell'estate 2008 ritorna allo Šachtër.

### Nazionale
Cittadino russo fino al 1998, in quell'anno ottiene il passaporto lettone: fa così il proprio debutto in Nazionale il 26 giugno di quell'anno, nel corso di una gara valida per le Qualificazioni al campionato europeo di calcio 2000 contro la Slovenia, entrando nella ripresa al posto di Imants Bleidelis. Tra 1998 e 2005 totalizza 32 presenze e 2 reti con la maglia della Nazionale, realizzando la sua prima rete il 28 febbraio 2001 in amichevole contro il Liechtenstein.
Ha preso parte al campionato d'Europa 2004 in Portogallo, prima storica partecipazione del paese al torneo continentale. Non è però mai sceso in campo durante le tre partite che hanno visto impegnata la selezione guidata da Aleksandrs Starkovs..
Con la nazionale ha vinto due Coppe del Baltico.

## Statistiche

### Cronologia presenze e reti in Nazionale
| Cronologia completa delle presenze e delle reti in nazionale ― Lettonia | Cronologia completa delle presenze e delle reti in nazionale ― Lettonia | Cronologia completa delle presenze e delle reti in nazionale ― Lettonia | Cronologia completa delle presenze e delle reti in nazionale ― Lettonia | Cronologia completa delle presenze e delle reti in nazionale ― Lettonia | Cronologia completa delle presenze e delle reti in nazionale ― Lettonia | Cronologia completa delle presenze e delle reti in nazionale ― Lettonia | Cronologia completa delle presenze e delle reti in nazionale ― Lettonia |
| Data                                                                    | Città                                                                   | In casa                                                                 | Risultato                                                               | Ospiti                                                                  | Competizione                                                            | Reti                                                                    | Note                                                                    |
| ----------------------------------------------------------------------- | ----------------------------------------------------------------------- | ----------------------------------------------------------------------- | ----------------------------------------------------------------------- | ----------------------------------------------------------------------- | ----------------------------------------------------------------------- | ----------------------------------------------------------------------- | ----------------------------------------------------------------------- |
| 14-10-1998                                                              | Maribor                                                                 | Slovenia                                                                | 1 – 0                                                                   | Lettonia                                                                | Qual. Euro 2000                                                         | -                                                                       | 51’                                                                     |
| 24-2-1999                                                               | Gerusalemme                                                             | Israele                                                                 | 3 – 0                                                                   | Lettonia                                                                | Amichevole                                                              | -                                                                       | 54’                                                                     |
| 31-3-1999                                                               | Riga                                                                    | Lettonia                                                                | 0 – 0                                                                   | Grecia                                                                  | Qual. Euro 2000                                                         | -                                                                       | 46’                                                                     |
| 28-4-1999                                                               | Riga                                                                    | Lettonia                                                                | 0 – 0                                                                   | Albania                                                                 | Qual. Euro 2000                                                         | -                                                                       | 69’                                                                     |
| 5-6-1999                                                                | Riga                                                                    | Lettonia                                                                | 1 – 2                                                                   | Slovenia                                                                | Qual. Euro 2000                                                         | -                                                                       | 48’                                                                     |
| 9-6-1999                                                                | Atene                                                                   | Grecia                                                                  | 1 – 2                                                                   | Lettonia                                                                | Qual. Euro 2000                                                         | -                                                                       | 46’                                                                     |
| 26-6-1999                                                               | Curitiba                                                                | Brasile                                                                 | 3 – 0                                                                   | Lettonia                                                                | Amichevole                                                              | -                                                                       | 63’                                                                     |
| 4-9-1999                                                                | Tirana                                                                  | Albania                                                                 | 3 – 3                                                                   | Lettonia                                                                | Qual. Euro 2000                                                         | -                                                                       |                                                                         |
| 16-8-2000                                                               | Riga                                                                    | Lettonia                                                                | 0 – 1                                                                   | Bielorussia                                                             | Amichevole                                                              | -                                                                       | 62’                                                                     |
| 28-2-2000                                                               | Vaduz                                                                   | Liechtenstein                                                           | 0 – 2                                                                   | Lettonia                                                                | Amichevole                                                              | 1                                                                       | 56’                                                                     |
| 25-4-2001                                                               | Riga                                                                    | Lettonia                                                                | 1 – 1                                                                   | San Marino                                                              | Qual. Mondiali 2002                                                     | -                                                                       | 46’                                                                     |
| 2-6-2001                                                                | Bruxelles                                                               | Belgio                                                                  | 3 – 1                                                                   | Lettonia                                                                | Qual. Mondiali 2002                                                     | -                                                                       | 72’                                                                     |
| 6-6-2001                                                                | Riga                                                                    | Lettonia                                                                | 0 – 1                                                                   | Croazia                                                                 | Qual. Mondiali 2002                                                     | -                                                                       | 70’                                                                     |
| 5-7-2001                                                                | Riga                                                                    | Lettonia                                                                | 4 – 1                                                                   | Lituania                                                                | Coppa del Baltico 2001                                                  | -                                                                       | 85’                                                                     |
| 27-3-2002                                                               | Hesperange                                                              | Lussemburgo                                                             | 0 – 3                                                                   | Lettonia                                                                | Amichevole                                                              | -                                                                       | 85’                                                                     |
| 22-5-2002                                                               | Helsinki                                                                | Finlandia                                                               | 2 – 1                                                                   | Lettonia                                                                | Amichevole                                                              | -                                                                       | 54’                                                                     |
| 6-7-2002                                                                | Riga                                                                    | Lettonia                                                                | 0 – 0                                                                   | Azerbaigian                                                             | Amichevole                                                              | -                                                                       | 58’                                                                     |
| 20-11-2002                                                              | Serravalle                                                              | San Marino                                                              | 0 – 1                                                                   | Lettonia                                                                | Qual. Euro 2004                                                         | -                                                                       | 64’                                                                     |
| 12-2-2003                                                               | Adalia                                                                  | Lettonia                                                                | 2 – 1                                                                   | Lituania                                                                | Amichevole                                                              | 1                                                                       | 46’ 89’                                                                 |
| 2-4-2003                                                                | Kiev                                                                    | Ucraina                                                                 | 1 – 0                                                                   | Lettonia                                                                | Amichevole                                                              | -                                                                       | 73’                                                                     |
| 30-4-2003                                                               | Riga                                                                    | Lettonia                                                                | 3 – 0                                                                   | San Marino                                                              | Qual. Euro 2004                                                         | -                                                                       | 78’                                                                     |
| 7-6-2003                                                                | Budapest                                                                | Ungheria                                                                | 3 – 1                                                                   | Lettonia                                                                | Qual. Euro 2004                                                         | -                                                                       | 71’                                                                     |
| 4-7-2003                                                                | Valga                                                                   | Lettonia                                                                | 2 – 1                                                                   | Lituania                                                                | Coppa del Baltico 2003                                                  | -                                                                       | 78’                                                                     |
| 5-7-2003                                                                | Tallinn                                                                 | Estonia                                                                 | 0 – 0                                                                   | Lettonia                                                                | Coppa del Baltico 2003                                                  | -                                                                       | 57’                                                                     |
| 20-8-2003                                                               | Riga                                                                    | Lettonia                                                                | 0 – 3                                                                   | Uzbekistan                                                              | Amichevole                                                              | -                                                                       | 77’                                                                     |
| 20-12-2003                                                              | Pafo                                                                    | Kuwait                                                                  | 2 – 0                                                                   | Lettonia                                                                | Amichevole                                                              | -                                                                       | 75’                                                                     |
| 6-6-2004                                                                | Riga                                                                    | Lettonia                                                                | 2 – 2                                                                   | Azerbaigian                                                             | Amichevole                                                              | -                                                                       | 86’                                                                     |
| 18-8-2004                                                               | Riga                                                                    | Lettonia                                                                | 0 – 2                                                                   | Galles                                                                  | Amichevole                                                              | -                                                                       | 45’ 61’                                                                 |
| 9-10-2004                                                               | Bratislava                                                              | Slovacchia                                                              | 4 – 1                                                                   | Lettonia                                                                | Qual. Mondiali 2006                                                     | -                                                                       | 76’                                                                     |
| 9-2-2005                                                                | Limisso                                                                 | Austria                                                                 | 1 – 1                                                                   | Lettonia                                                                | Torneo internazionale di Cipro                                          | -                                                                       | 46’                                                                     |
| 30-3-2005                                                               | Riga                                                                    | Lettonia                                                                | 4 – 0                                                                   | Lussemburgo                                                             | Qual. Mondiali 2006                                                     | -                                                                       | 66’                                                                     |
| 21-5-2005                                                               | Kaunas                                                                  | Lituania                                                                | 2 – 0                                                                   | Lettonia                                                                | Coppa del Baltico 2005                                                  | -                                                                       | 82’                                                                     |
| Totale                                                                  |                                                                         | Presenze                                                                | 32                                                                      |                                                                         | Reti                                                                    | 2                                                                       |                                                                         |

## Palmarès

### Club
- Campionato lettone: 8

Skonto Riga: 1997, 1998, 1999, 2000, 2001, 2002, 2003, 2004
- Coppa di Lettonia: 5

Skonto Riga: 1997, 1998, 2000, 2001, 2002
- Coppa della Livonia: 3

Skonto Riga: 2003, 2004, 2005

### Nazionale
- Coppa del Baltico: 2

2001, 2003

### Individuale
- Capocannoniere del campionato lettone: 4

1996 (33 reti), 2001 (23 reti), 2002 (23 reti), 2006 (15 reti)